# Melaleuca venusta
Melaleuca venusta är en myrtenväxtart som beskrevs av Lyndley Alan Craven. Melaleuca venusta ingår i släktet Melaleuca och familjen myrtenväxter.
Artens utbredningsområde är Western Australia. Inga underarter finns listade i Catalogue of Life.